# Shim Jae-hong
Shim Jae-Hong (28 de agosto de 1968), é um ex-handebolista sul-coreano, medalhista de prata nas Olimpíadas de 1988.
Shim Jae-Hong jogou dez partidas anotando 10 gols